# Хороо
Хороо (монг. хороо) — один из старинных монгольских родов. Хороо входили в состав семи северных отоков Халхи, составивших первоначальное ядро современных халха-монголов.

## Этноним
Этноним хороо (старописьм. монг. яз. qoruγ-a/n) был образован путем присоединения к основе хор (qoru-) словообразовательного аффикса -γа(n). Хороо или qoruγ-a с монгольского языка переводится как укрытие и крепость.

## История
В середине XVI в. 12 отоков халхаского тумена разделились на пять южных и семь северных. Северные отоки были во владении сына Даян-хана Гэрэсэндзэ. Пять южных отоков составляли жарууд, баарин, хонхирад, баяд и ужээд.
Семь северных отоков состояли из следующих родов: 1) джалаиры, олхонуты (унэгэд); 2) бэсуты, элжигины; 3) горлосы, хэрэгуд; 4) хурээ, хороо, цоохор; 5) хухуйд, хатагины; 6) тангуты, сартаулы; 7) урянхан. Этими семью отоками правили соответственно семь сыновей Гэрэсэндзэ: Ашихай, Нойантай, Нухунуху, Амин, Дарай, Далдан и Саму. Во владении Ашихая наряду с уделом Джалаир упоминается удел Ушин.
При разделении собственности между семью сыновьями Гэрэсэндзэ хороо отошли к четвертому сыну Аминдуралу. Под словом хороо в XV—XVI вв. подразумевались ставки и орды монгольских нойонов. При этом в описываемое время словом хороо назывались не только ставки нойонов, но и обслуживающий персонал, т. е. люди, которые исполняли обязанности слуг в ставках и дворцах. Кочуя вместе с нойонами, они также ухаживали за скотом хозяина. Соответственно, при распределении собственности сыновьям Гэрэсэндзэ под именем хороо были переданы группы людей или часть обслуживающего персонала. 
В дальнейшем роды хурээ, хороо, цоохор образовали 20 хошунов Сэцэнхановского аймака. Вышеотмеченные хороо Сэцэн дзасака занимались разного рода деятельностью в ставках своего хошунного дзасака. Таким образом, из служилых людей князей и нойонов произошёл современный род хороо (хороо нар).

## Расселение
Ранее хороо проживали на территории Сэцэнхановского аймака. Также известно, что хороо проживали на территории хошуна Сэцэн (Сартуул) дзасака Дзасагтухановского аймака. Во Внутренней Монголии род дөрвөн хороо входит в состав ордосцев.
В современной Монголии проживают носители следующих родовых фамилий:
- Хороо — в Улан-Баторе и на территории аймаков: Завхан, Уверхангай, Баянхонгор, Орхон, Сэлэнгэ и др.[7];
- Боржигон Хороо — в Улан-Баторе и на территории аймаков: Уверхангай, Умнеговь[8];
- Хоро — в Улан-Баторе и на территории аймака Дорнод[9];
- Боржгин Хороо — на территории аймака Уверхангай[10];
- Боржигон Хоро — на территории аймака Уверхангай[11].